# استوارت ساتکلیف
استوارت ساتکلیف (انگلیسی: Stuart Sutcliffe; ۲۳ ژوئن ۱۹۴۰ – ۱۰ آوریل ۱۹۶۲) موسیقی‌دان و نقاش اهل بریتانیا بود. شهرت او بیشتر به خاطر این است که گیتاریست اصلی باس در گروه بیتلز بود.

## حرفه
آلن ویلیامز اولین مدیر گروه معروف بیتلز در سال ۱۹۵۷ جاکاراندا را به‌عنوان یک کافه راه‌اندازی کرد، مکانی که به پاتوق موسیقی‌دان‌های جوان تبدیل‌شد. پل مک‌کارتنی، جان لنون و استوارت ساتکلیف، همکلاسی لنون، جزو مشتریان این کافه بودند و از ویلیامز پرسیدند آیا می‌شود در این مکان موسیقی نواخت. ویلیامز پس از مدتی که از توانمندی این نوازنده و خواننده‌ها مطمئن شد، آن‌ها را در سال ۱۹۶۰ برای اجرا به هامبورگ برد. او در سال ۱۹۶۱ زمانی که جان لنون، پل مک‌کارتنی، جرج هریسون، پیت بست و استوارت ساتکلیف اعضای این گروه موسیقی را تشکیل‌می‌دادند، از آن‌ها جداشد.
ژانویه سال بعد بود که با رفتن ساتکلیف، دیگر اعضای باقی‌مانده این گروه با برایان اپستین قراردادی پنج‌ساله بستند.

## مرگ
وی در تاریخ ۱۰ آپریل سال ۱۹۶۲ به دلیل خونریزی درون مغزی از دنیا رفت. خواهر وی، پائولین، گفته‌است که جان لنون چند ماه قبل از مرگ در یک زدوخورد ضربه‌ای به سر ساتکلیف زده و همین باعث مرگ وی شده‌است.